# Saaririvier
Saaririvier (Zweeds – Fins: Saarijoki) is een rivier annex beek, die stroomt in de Zweedse  gemeente Kiruna. De rivier ontstaat op de westelijke hellingen van de bergen op de grens van Noorwegen en Zweden. Ze stroomt naar het westen en levert na acht kilometer haar water af aan de Ainattirivier.
De rivier heeft een vreemde naam; Saarijoki betekent letterlijk eilandrivier.
Afwatering: Saaririvier →  Ainattirivier → Könkämärivier → Muonio → Torne → Botnische Golf